# Cuatriciclo

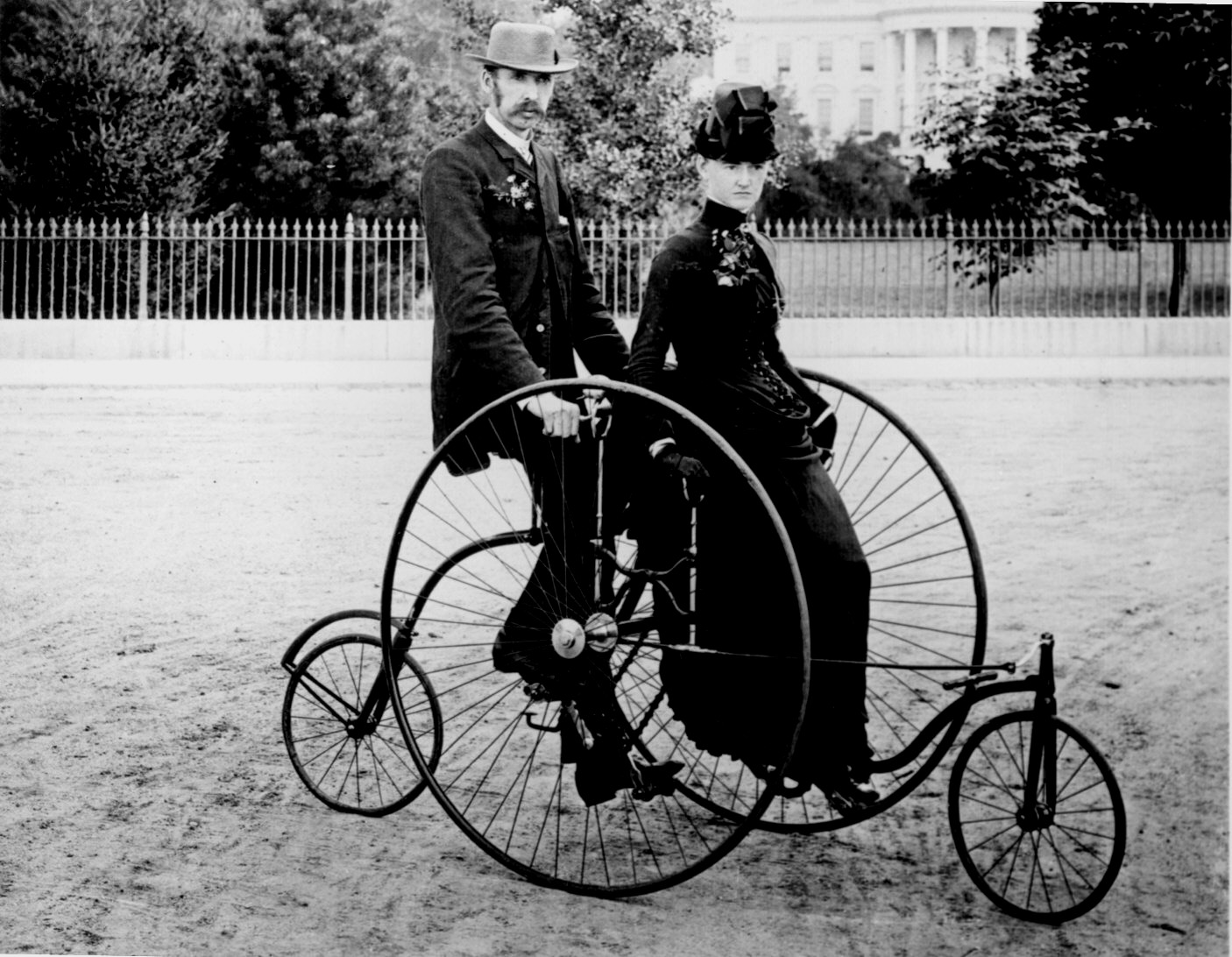
Cuatriciclo con disposición de rombo (1886).

El cuatriciclo, a menudo llamado cuadriciclo o cuatraciclo, es un vehículo de cuatro ruedas.
Los primeros coches de vapor experimentales se denominaron cuatriciclos a vapor, y algunos de los primeros coches de combustión interna se denominaron cuatriciclos a motor. Los términos automóvil y coches se hicieron universales, suplantando ese uso.
En la actualidad los cuatriciclos se fabrican con fines lúdicos para parques de atracciones o tareas de mantenimiento de líneas de ferrocarril (dresina).
Aunque con el encarecimiento de los combustibles, empresas más atrevidas están intentando producir un vehículo alternativo al automóvil con propulsión humana.
El cuadriciclo a pedal (CAP) es un vehículo de paseo urbano que permite circular en forma recreativa por una ciudad.
Hay distintos modelos según la cantidad de plazas, los más comunes son de dos y cuatro plazas, pero también los hay monoplazas. Este tipo de vehículo posee una estabilidad superior a otros a pedal porque se asientan sobre dos ejes y cuatro ruedas. La postura de manejar, por lo general, el conductor va sentado y extiende los pies hasta los pedales, mientras que en las bicicletas el conductor va montado sobre el cuadro y pisa los pedales, y en los trike la posición es semiacostado para alcanzar la pedalera.

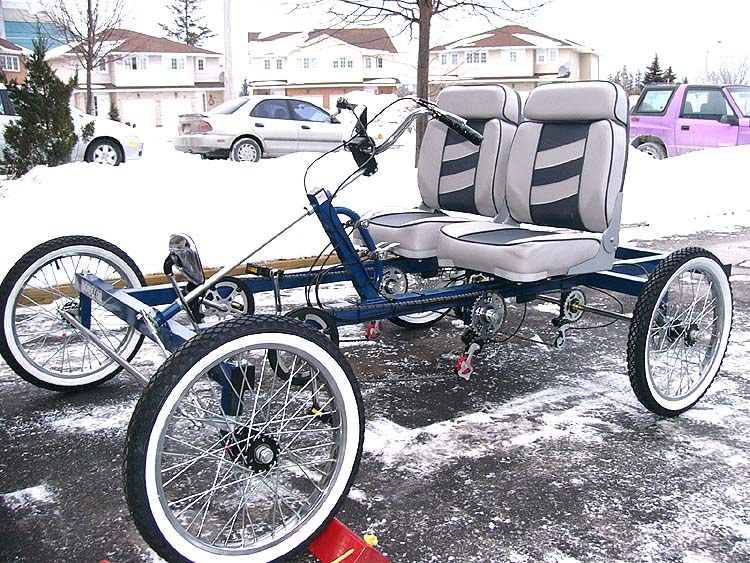
Un cuatriciclo estacionado en Ottawa, Ontario.

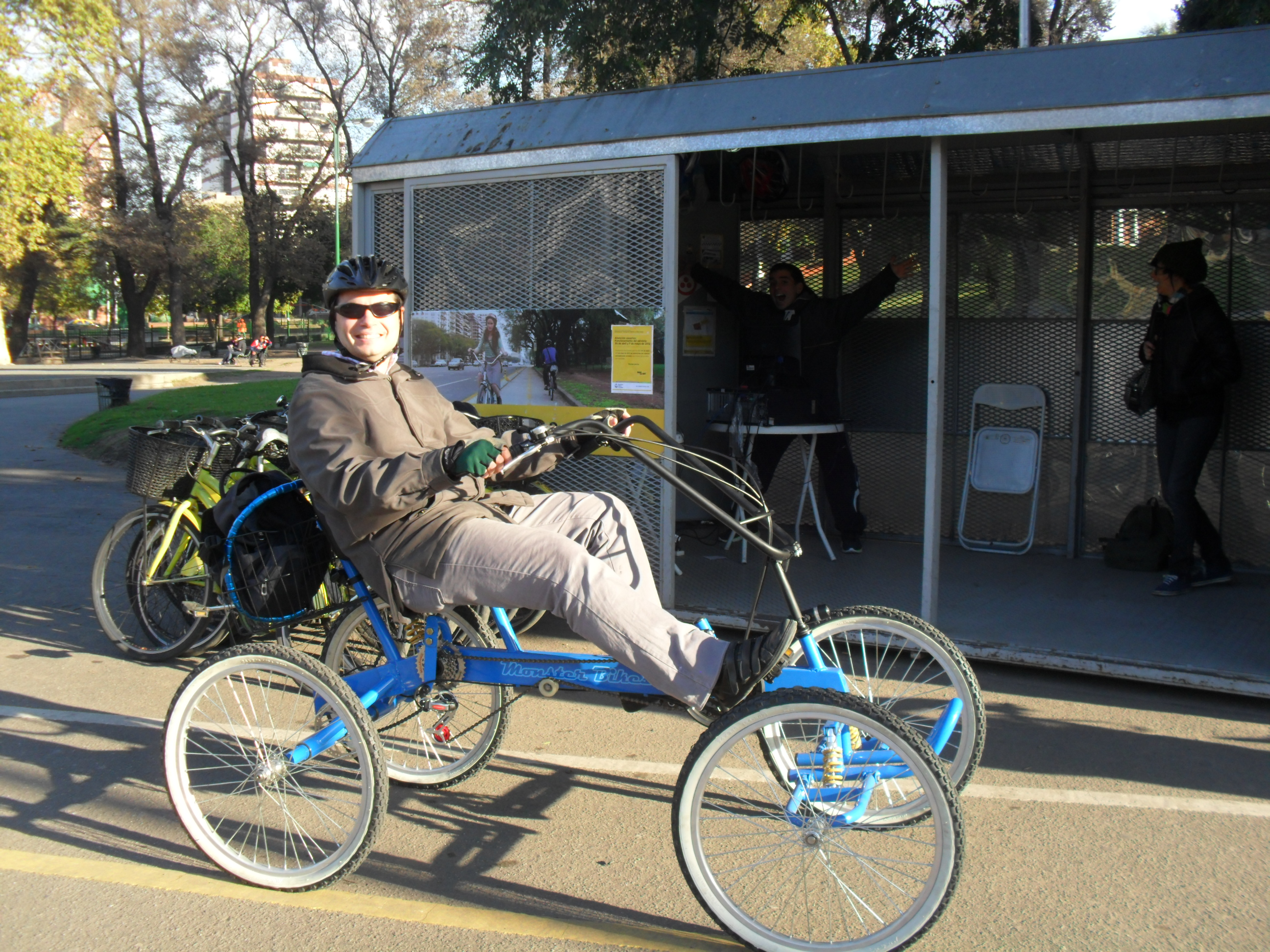
Un cuatriciclo a pedales en Buenos Aires, Argentina (2012).

## Nomenclatura
No hay consenso en el nombre que dan los diferentes fabricantes y usuarios a los vehículos de cuatro ruedas que se mueven con pedales.
Los nombres más comunes son coches de pedales, karts de pedales, carricoches, bicicoches, quad de pedales, cuadriciclo a pedal, bicis de cuatro ruedas o cuatriciclos. También se conocen por su nombre en inglés go-kart.

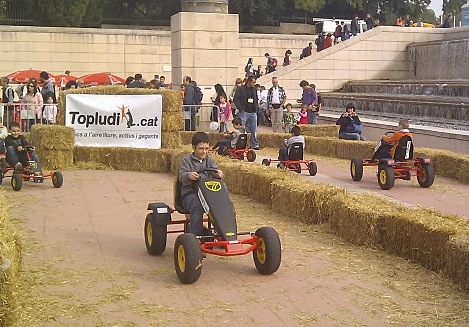
Coche de pedales en un circuito para niños en Barcelona, España (2010).

## Fabricantes
- International Surrey Company, offering surreys designed specifically for the rental industry
- The Rhoades Car
- Champiot, Rowed quadracycles with linkage drive train
- Rowbike, The maker of the 420 Crewzer
- List of Manufacturers
- Coches de pedales de Berg Toys

- Datos: Q1754713
- Multimedia: Pedal cars / Q1754713